# Maas Willemsen
Maas Willemsen (Zutphen, 29 april 2003) is een Nederlands voetballer die als verdediger speelt. In 2025 verruilde hij De Graafschap voor sc Heerenveen.

## Carrière
Willemsen begon met voetballen bij SV Harfsen. Waarna hij de overstap maakte naar de jeugdopleiding van FC Twente. In 2014 maakte hij de overstap naar de jeugdopleiding van de De Graafschap.
In 2022 werd Willemsen toegevoegd aan de selectie van het eerste elftal voor het seizoen 2022-23. Willemsen maakte op 6 maart 2023 zijn debuut in de Eerste divisie. In de met 2-0 gewonnen thuiswedstrijd tegen Helmond Sport viel hij in de 90e minuut in voor Mees Kaandorp.

### sc Heerenveen
Eind mei 2025 vertrok Willemsen transfervrij van De Graafschap naar sc Heerenveen. Bij de club uit Heerenveen tekende hij een contract tot medio 2029.

## Clubstatistieken
| Seizoen | Club          | Competitie     | Competitie | Competitie | Beker | Beker | Overig | Overig | Totaal | Totaal |
| Seizoen | Club          | Competitie     | Wed.       | Dlp.       | Wed.  | Dlp.  | Wed.   | Dlp.   | Wed.   | Dlp.   |
| ------- | ------------- | -------------- | ---------- | ---------- | ----- | ----- | ------ | ------ | ------ | ------ |
| 2022/23 | De Graafschap | Eerste divisie | 1          | 0          | 0     | 0     | 0      | 0      | 1      | 0      |
| 2023/24 | De Graafschap | Eerste divisie | 7          | 1          | 0     | 0     | 0      | 0      | 7      | 1      |
| 2024/25 | De Graafschap | Eerste divisie | 25         | 1          | 3     | 0     | 2      | 0      | 30     | 1      |
| Totaal  | Totaal        | Totaal         | 34         | 2          | 3     | 0     | 2      | 0      | 38     | 2      |

Bijgewerkt t/m 28 mei 2025.

## Privé
Willemsen volgt een studie politieke filosofie aan de Radboud Universiteit in Nijmegen.